# Larpelites dorsalis
Larpelites dorsalis là một loài tò vò trong họ Ichneumonidae.